# Квіткова (станція)
Квіткова (рос. Цветочная) — вантажна станція Жовтневої залізниці на «північній портовій лінії». Заснована в 1902 році. Знаходиться в Московському адміністративному районі Санкт-Петербурга. Поблизу розташована Квіткова вулиця.

## Опис
Від станції відгалужується колія на «сполучну лінію» на станцію Пущино, багатоколійна лінія примикання на станцію Волковська, а також лінія на тупикову станцію Новий Порт. Раніше також було сполучення зі станцією Санкт-Петербург-Варшавський, яке зараз розібрано. Станція примикає до території заводу «Електросила», з яким станцію сполучають під'їзні колії.